# Allée couverte von Bod er Mohet

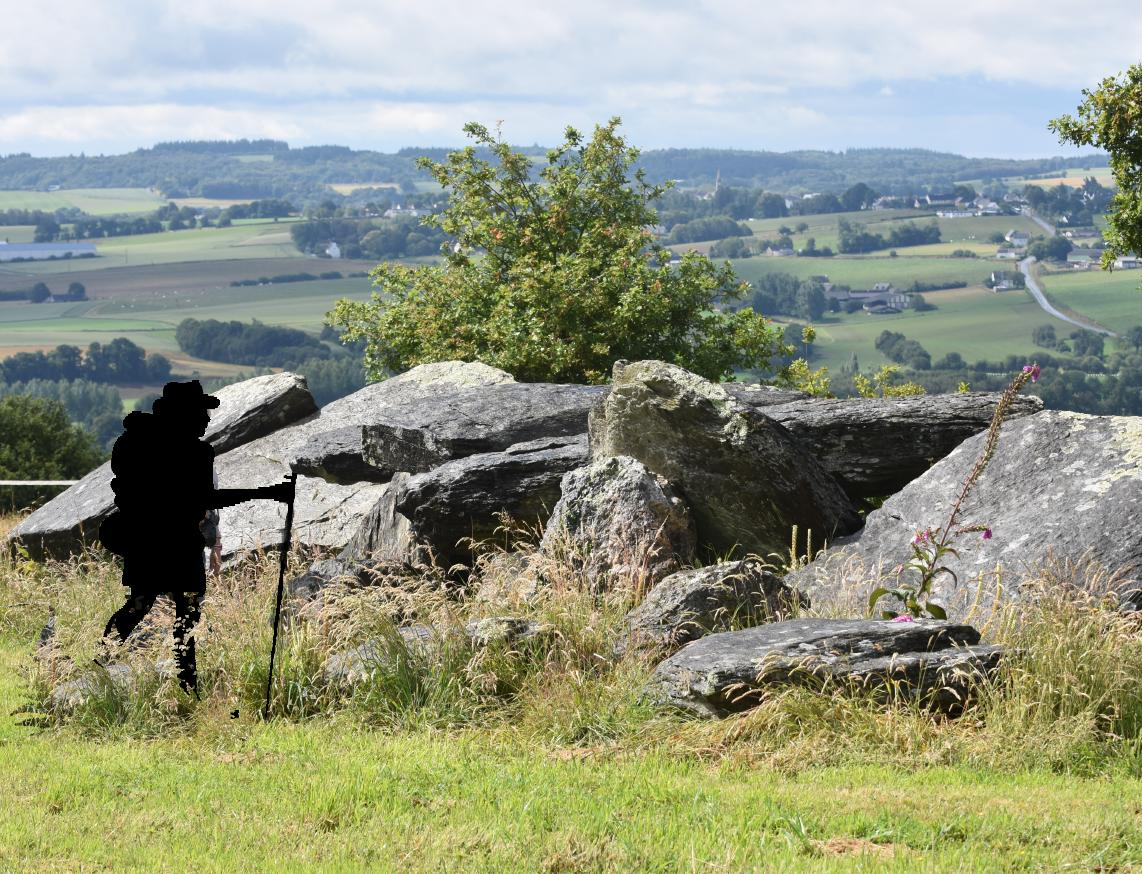
Allée couverte von Bod er Mohet

Schema eines Galeriegrabs

Die 1984 unter Schutz gestellte Allée couverte von Bod er Mohet (auch Bod er Mohed oder chambre des nains – dt. Zwergenkammer) liegt im Westen von Cléguérec, bei Pontivy im Norden des Département Morbihan in der Bretagne in Frankreich.
Das einst etwa 27,0 m, jetzt nur noch etwa 15,0 m lange Galeriegrab verfügte im Jahre 1900 noch über zwei Nebenkammern, die durch große Wandplatten abgetrennt waren. Einige Decksteine sind noch vorhanden, die Tragsteine sind weitgehend verstürzt.
Zu den Funden gehören neben Fragmenten geschliffener Äxte, Feuerstein und Tonscherben.
In der Nähe liegen das Galeriegrab Coët-Correc und der Menhir Bugul er Hoët.